# Resolució 1890 del Consell de Seguretat de les Nacions Unides
La Resolució 1890 del Consell de Seguretat de les Nacions Unides fou adoptada per unanimitat el 8 d'octubre de 2009. Recordant les resolucions anteriors sobre l'Afganistan, en particular les resolucions 1386 1386 (2001) i 1510 (2003) el Consell va autoritzar ampliar el mandat de la Força Internacional d'Assistència i de Seguretat (ISAF) durant 12 mesos després del 13 d'octubre de 2010, encoratjant el suport a l'expansió prevista de l'Exèrcit Nacional Afganès i la Policia Nacional Afganesa.